# دومينيك مور
دومينيك مور هو لاعب هوكي الجليد كندي، ولد في 3 أغسطس 1980 في سارنيا في كندا.

## وصلات خارجية
- دومينيك مور على موقع دوري الهوكي الوطني (الإنجليزية)
- دومينيك مور على موقع EliteProspects.com (الإنجليزية)
- دومينيك مور على موقع HockeyDB.com (الإنجليزية)
- دومينيك مور على موقع Hockey-Reference.com (الإنجليزية)